# Camerino
Camerino – miejscowość i gmina we Włoszech, w regionie Marche, w prowincji Macerata.
Znane jest przede wszystkim z Uniwersytetu założonego w 1336 roku.
Położone w odległości 47 kilometrów od Maceraty, pomiędzy dolinami rzek Chienti i Potenza.
Według danych na rok 2004 gminę zamieszkiwało 6738 osób, 52,2 os./km².

## Zabytki i ciekawe miejsca
- bramy miejskie:
  - Brama Malatesty
  - Brama Katarzyny Cybo
  - Brama Przyjaciół
- plac Cavoura
- plac Garibaldiego
- dzielnica żydowska (Giudecca)
- aleja Wiktora Emanuela II
- katedra
- klasztor św. Klary
- kościół św. Filipa
- klasztor kapucynów
- klasztor karmelitów
- książęca kaplica Zwiastowania
- pomnik papieża Sykstusa V
- pałac arcybiskupi
- pałac książęcy
- twierdza Rocca Borgesca

## Muzea
- muzeum nauk przyrodniczych
- muzeum diecezjalne "Giacomo Boccanera"
- muzeum historii kapucynów
- ogród botaniczny
- pinakoteka

## Teatry
- teatr "Filippo Marchetti"
- teatr "Ugo Betti"